# 다이자정
다이자정(일본어: 間人町)은 일본 교토부의 다케노군의 동해에 접해있던 정이다. 현재의 교탄고시에 해당한다.

## 역사
- 1889년 4월 1일 - 정촌제 시행에 의해 근세이후의 다케노군 다이자촌의 단독으로 지자체를 형성하였다.
- 1921년 4월 1일 - 정으로 승격해 다이자정이 되었다.
- 1955년 2월 1일 - 도요사카촌, 다카노촌, 가미우카와촌,시모우카와촌과 합병해, 단고정이 성립, 동일 다이자정은 폐지되었다.

## 참고문헌
- 『市町村名変遷辞典』東京堂出版、1990年。